# Legousia falcata
Legousia falcata är en klockväxtart som först beskrevs av Michele Tenore, och fick sitt nu gällande namn av Karl Fritsch och Erwin Emil Alfred Janchen. Enligt Catalogue of Life ingår Legousia falcata i släktet venusspeglar och familjen klockväxter, men enligt Dyntaxa är tillhörigheten istället släktet venusspeglar och familjen klockväxter. Arten har ej påträffats i Sverige. Inga underarter finns listade i Catalogue of Life.

## Bildgalleri

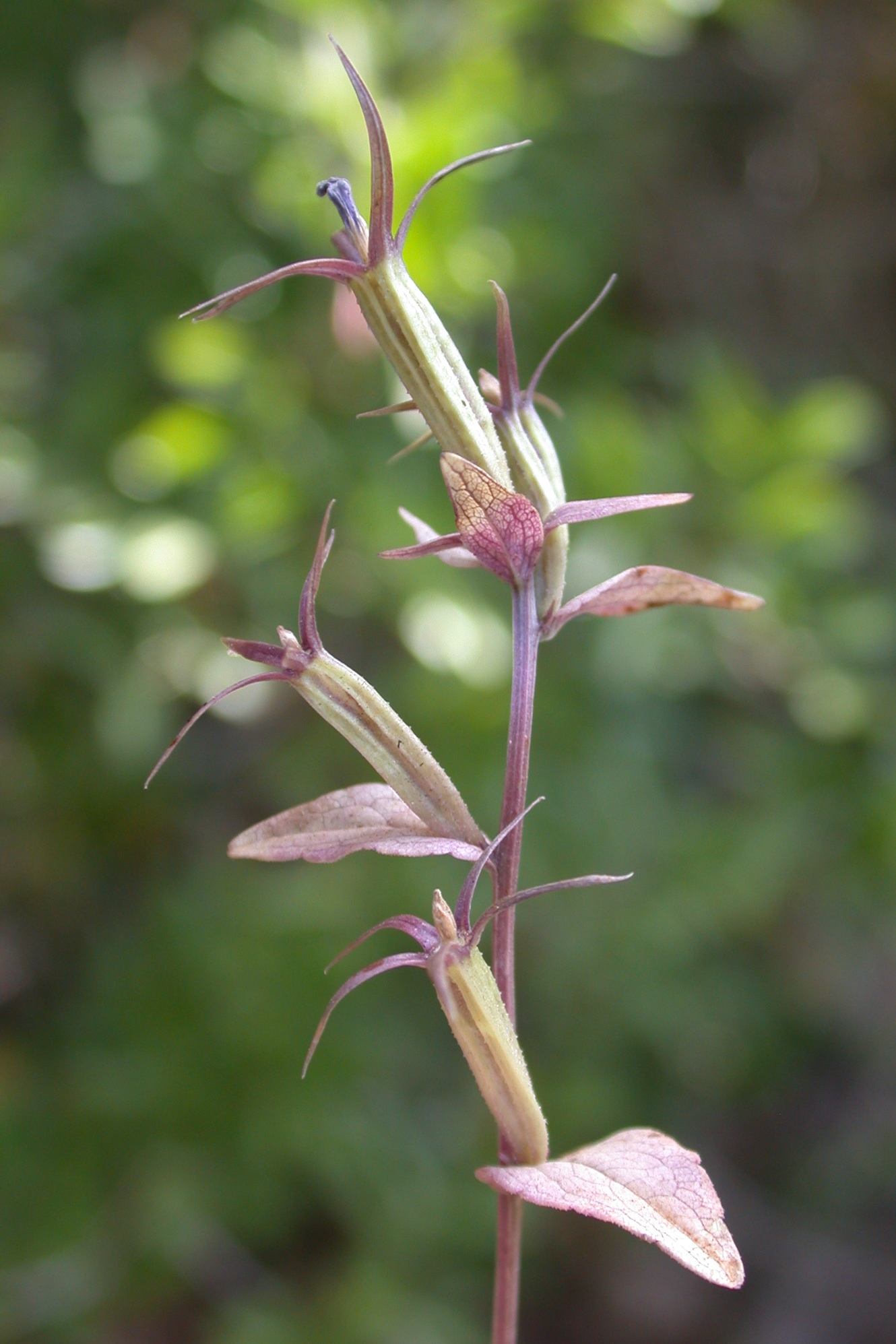